# Alfred Konkiewicz
Alfred Józef Stanisław Konkiewicz (ur. 18 kwietnia 1893 w Bogdanówce, zm. 22 listopada 1953 w Penley) – pułkownik piechoty Wojska Polskiego, kawaler Orderu Virtuti Militari.

## Życiorys
Urodził się w Bogdanówce, w ówczesnym powiecie zbaraskim Królestwa Galicji i Lodomerii, w rodzinie Franciszka (opiekun lub ojciec), urzędnika prywatnego  i matki z domu Lizak . Był starszym bratem Władysława (1897–1965) i Tadeusza (1906–1956), którzy tak jak i on byli piłkarzami Towarzystwa Sportowego Wisła Kraków .
W 1911 ukończył z maturą Gimnazjum św. Anny w Krakowie i rozpoczął studia na Wydziale Prawa Uniwersytetu Jagiellońskiego. Naukę łączył z działalnością w Związku Strzeleckim, w którym ukończył niższy kurs oficerski .
4 września 1914 wstąpił do Legionów Polskich i został przydzielony do 2 Pułku Piechoty, z którym wyruszył na front karpacki. W październiku 1914 został mianowany na stopień chorążego piechoty i wyznaczony na stanowisko komendanta plutonu w 1. kompanii pułku. 11 listopada 1914 został ciężko ranny w boju pod Pasieczną i dostał się do rosyjskiej niewoli. W kwietniu 1915, po ucieczce z niewoli, został komendantem plutonu w II Baonie Uzupełniającym kapitana Tadeusza Andrzeja Terleckiego. 11 maja 1915 został przeniesiony do 4 Pułku Piechoty, a następnie zwolniony ze służby w celu ukończenia studiów na Uniwersytecie Jagiellońskim . Później został wcielony do cesarskiej i królewskiej Armii, przydzielony do Pułku Piechoty Nr 15 i mianowany na stopień podporucznika ze starszeństwem z 1 grudnia 1917 w korpusie oficerów rezerwy piechoty.
7 lipca 1919 został przyjęty do Wojska Polskiego z byłej armii austriacko-węgierskiej, z zatwierdzeniem posiadanego stopnia podporucznika ze starszeństwem od 1 sierpnia 1917, zaliczony do I Rezerwy armii, z jednoczesnym powołaniem do czynnej służby na czas wojny i przydzielony do 20 Pułku Piechoty. 19 sierpnia 1920 został zatwierdzony z dniem 1 kwietnia 1920 w stopniu kapitana, w piechocie, w grupie oficerów byłej armii austriacko-węgierskiej. 3 maja 1922 został zweryfikowany w stopniu kapitana ze starszeństwem z 1 czerwca 1919 i 315. lokatą w korpusie oficerów piechoty. W 1923 pełnił obowiązki dowódcy I batalionu 20 pp w Krakowie. 31 marca 1924 został mianowany na stopień majora ze starszeństwem z 1 lipca 1923 i 95. lokatą w korpusie oficerów piechoty. Po awansie został zatwierdzony na stanowisku dowódcy I batalionu. W maju 1925 w dalszym ciągu dowodził I batalionem 20 pp. W maju 1927 został przeniesiony do 16 Pułku Piechoty w Tarnowie na stanowisko dowódcy III batalionu. W kwietniu 1928 został przeniesiony do 2 Pułku Piechoty Legionów w Pińczowie na stanowisko dowódcy II batalionu. 24 grudnia 1929 został mianowany na stopień podpułkownika ze starszeństwem z 1 stycznia 1930 i 12. lokatą w korpusie oficerów piechoty. W styczniu 1930 został przesunięty ze stanowiska dowódcy batalionu na stanowisko zastępcy dowódcy pułku. W marcu 1932 został przeniesiony do Centrum Wyszkolenia Piechoty w Rembertowie na stanowisko wykładowcy. W czerwcu 1933 został przeniesiony do 35 Pułku Piechoty w Brześciu nad Bugiem na stanowisko zastępcy dowódcy pułku. W listopadzie 1935 został przeniesiony do 70 Pułku Piechoty w Pleszewie na stanowisko dowódcy pułku. Na stopień pułkownika został mianowany ze starszeństwem z 19 marca 1938 i 11. lokatą w korpusie oficerów piechoty. 
Na czele 70 pp walczył w kampanii wrześniowej. 19 września, w czasie bitwy nad Bzurą, dostał się do niemieckiej niewoli . Przebywał kolejno w Oflagu IV C Colditz, Oflagu II A Prenzlau, Oflagu II E Neubrandenburg (od 24 marca 1941) i Oflagu VI B Dössel (od 17 września 1942). Zamieszkał w Polskim Osiedlu w Penrhos (Walia), gdzie był członkiem Zarządu Koła  SPK nr. 220. Zmarł 22 listopada 1953 w 3 Polskim Szpitalu w Penley. 25 listopada 1953 został pochowany na cmentarzu Wrexham.

## Ordery i odznaczenia
- Krzyż Srebrny Orderu Wojskowego Virtuti Militari (22 lutego 1921)[24][25]
- Krzyż Niepodległości (6 czerwca 1931)[26][27]
- Krzyż Walecznych[28]
- Złoty Krzyż Zasługi (19 marca 1931)[29]
- Krzyż Wojskowy Karola (Austro-Węgry)[30]